# تیم ملی والیبال مردان یونان
تیم ملی والیبال مردان یونان یک تیم والیبال متشکل از مردان والیبالیست کشور یونان است که به نمایندگی از این کشور در میادین بین‌المللی حاضر می‌شود. رده‌بندی جهانی اف‌آی‌وی‌بی این تیم در ۲۲ ژوئیه سال ۲۰۱۳، ۵۹ بوده است.

## نتایج

### بازی‌های المپیک تابستانی
| سال   | جایگاه |
| ----- | ------ |
| ۲۰۰۴  | ۵ام    |
| مجموع | ۱/۱۲   |